# جرالد کش
جرالد کش (انگلیسی: Gerald Cash؛ زادهٔ ۲۸ مهٔ ۱۹۱۷ – درگذشتهٔ ۶ ژانویه ۲۰۰۳) یک سیاست‌مدار اهل باهاما بود. وی از سال ۱۹۷۹ تا ۱۹۸۸ فرماندار کل باهاما بود.